# K (album Kości)
K – debiutancka płyta głogowskich Kości nagrana jesienią 2002 roku. Płyta obfituje w brudne, surowe, przesterowane gitarowe brzmienia podszyte muzyką psychodeliczną w stylu lat 60. i 70. Całości dopełniają rozbudowane kompozycje instrumentalne. Album do pobrania z oficjalnej strony zespołu (różni się utworem "Czy ryby?", który w internecie zamieszczony jest w wersji innej niż na płycie).

## Lista utworów
źródło:.
1. "Szkielecik"
2. "Konrad"
3. "Czło.mex."
4. "Nic się nie dzieje"
5. "Jak nowy"
6. "Nocny"
7. "Prąd"
8. "Sweter"
9. "Czy ryby?"

## Twórcy
- Wojtek "Garwol" Garwoliński – śpiew, gitara
- Paweł "Saimon" Galus – gitara, śpiew
- Piotr "Bazyl" Lubiak – gitara basowa, śpiew
- Mariusz "Mario" Bielski – perkusja